# Iliad Italia
Iliad Italia (kortweg Iliad genoemd) is een van de vier Italiaanse telecomaanbieders met een eigen netwerk die mobieletelefoniediensten aanbieden. Het hoofdkantoor is gevestigd in Milaan, terwijl het moederbedrijf Iliad een Franse multinationale onderneming is.
Iliad Italia is de op drie na grootste mobiele operator in Italië met 9.567.000 klanten op 31 december 2022.

## Geschiedenis
Op 29 mei 2018 presenteerde Benedetto Levi, gedelegeerd bestuurder van de Italiaanse dochteronderneming, op een persconferentie in Milaan, het commerciële aanbod van Iliad Italia en kondigde vanaf dat moment de officiële lancering aan van de vierde Italiaanse mobiele operator.
Op 18 juli 2018, 50 dagen na de lancering, kondigde Iliad Italia officieel aan dat het de eerste miljoen klanten had bereikt; op 6 september 2018 bevestigde de Italiaanse operator meer dan twee miljoen klanten.
Op 10 september 2018 verkreeg Iliad, als eerste Italiaanse mobiele operator, een 5G-frequentieblok voor 676.472.792 euro.

## Iliad kantoren en winkels
Iliad Italia heeft kantoren in Milaan en Rome.
De "Iliad Store"-winkels zijn geopend in de steden Bari, Bologna, Catania, Genua, Grugliasco, Milaan, Napels, Rome, Turijn en Mestre (Venetië).
De "Iliad Corner"-vestigingen bevinden zich in verschillende Carrefour-, Conad-, Esselunga- en Unieuro-winkels in heel Italië; evenals op sommige universiteiten.
Iliad Italia introduceerde "Simbox", dat wil zeggen interactieve verkoopautomaten of kiosken, geproduceerd door de Franse groep Aures en al in 2014 door Free Mobile in Frankrijk gebruikt. Met deze terminals kan men zich abonneren op simkaarten die onmiddellijk kunnen worden gebruikt, evenals aanvullende services: het formaat van de simkaart wijzigen, een nieuwe simkaart deactiveren in geval van diefstal, verlies of storing, enz.

## Netwerk
Het eigen netwerk van Iliad wordt geïmplementeerd; de exploitant profiteert echter van de nationale dekking via het Wind Tre-netwerk in ran sharing (3G en 4G) en roaming (2G).
Iliad heeft overeenkomsten gesloten met Cellnex en INWIT om zijn antennes te kunnen installeren op de torens van de twee bedrijven.
Iliad Italia maakt onder andere gebruik van CommScope-apparaten en werkt samen met Cisco Systems en Nokia om haar nationaal netwerk (IPv6) te implementeren op basis van segment routing (SRv6) en voorbereid op 5G-technologie.
De 5G-frequentieveiling eindigde op 2 oktober 2018; Iliad heeft 1.193.000.000 euro geïnvesteerd (verdeeld over 2018-2022) om de volgende frequenties te verkrijgen:
| Band          | Frequenties |
| ------------- | ----------- |
| 700 MHz FDD   | 2x10 MHz    |
| 3600-3800 MHz | 20 MHz      |
| 26,5-27,5 GHz | 200 MHz     |